# قهستان (شهر)
شهر قُهِستان شهری کوهستانی و معرب کُهستان، کوهستان، شهری در بخش قهستان از توابع شهرستان درمیان استان خراسان جنوبی ایران است. این شهر، تا آذرماه سال ۱۳۸۷ به مرکز دهستان قهستان بود که در این تاریخ به شهر ارتقا یافت. شهر قهستان یکی از شهرستان‌های گردشگرپذیر استان خراسان جنوبی بعد از شهرستان طبس گلشن است که دارای مناطق بکر، طبیعی و دارای آداب و رسوم خاص و کهن است که چشم هر بیننده‌ای را محو تماشای خلقت هستی می‌کند. این شهر یکی از زیباترین و در عین حال یکی از شهرهای بکر کشور است که با توجه به شیب کوه و محیط در دره ای تنگ به صورت پلکانی ساخته شده و بناهای آن را باغ‌های زرشک، گردو، بادام، زردآلو و انگور فرا گرفته‌است. شهر قهستان به علت قرار گرفتن در منطقه ای کوهستانی زمستان‌هایی سرد را پشت سر می‌گذارد.
اغلب گردشگران ترجیح می‌دهند در فصل بهار دل‌پذیر و فصل شکفتن طبیعت به آن سفر کنند، برخی دیگر نیز فصل تابستان را انتخاب می‌کنند تا چند روزی به دور از گرمای شهرها سپری کنند.
روستای درخش و باغستان و سرخنگ در رتبه‌بندی میزان پاک بودن آب و هوای شهرها و روستاهای کشور رتبه اول را کسب کرده‌است که به احتمال فراوان یکی از دلایل اصلی آن سخت گذر بودن منطقه و تردد دشوار خودروها است که موجب بکر ماندن این روستاها شده‌است.
بنابر سرشماری مرکز آمار ایران، جمعیت بخش قهستان شهرستان درمیان در سال ۱۳۸۵ برابر با ۱۵۲۹۵ نفر بوده‌است.
[۲]

## سوغاتی‌های قهستان
شیرینی‌های قهستان مانند: - نان چایی – نان نخود و مرباهای زرشک، به ترش و به شیرین و همچنین برگه زرد آلو؛ پودر عناب؛ بادام؛ گردو؛ کماچ، نان تنوری آتیشی؛ نون قرص (نان دایره‌ای شکل و خاص شهر) – تفتون (نان محلی) از سوغات قهستان می‌باشد.محصولات کشاورزی عمده این شهر زرشک است.  گلیم و فرش قهستان در طرحها ی لچک ترنج- جوشقان- محرابی- دسته گلی- گنبدی- کف ساده- قاب قا بی- درختی- افشان و خشتی بافته می‌شود و از دیگر صنایع دستی و سوغات قهستان محسوب می‌شود.

## جمعیت
بر پایه سرشماری عمومی نفوس و مسکن در سال ۱۳۹۵ جمعیت این شهر ۲٬۳۲۲ نفر (در ۷۰۱ خانوار) بوده‌است. بنابر سرشماری مرکز آمار ایران، جمعیت بخش قهستان شهرستان درمیان در سال ۱۳۸۵ برابر با ۱۵۲۹۵ نفر بوده‌است.[۲].